# Franz Lenski
Franz Lenski (* 22. Februar 1985 in Halle (Saale)) ist ein deutscher Schauspieler und Synchronsprecher. Er wuchs in West-Berlin und nach dem Mauerfall im Ostteil des vereinten Berlin auf. Sein Abitur erlangte er 2004 am Rosa-Luxemburg-Gymnasium in Berlin-Pankow.

## Leben
Er absolvierte 2007 bis 2011 sein Schauspielstudium an der Theaterakademie Vorpommern. Im Rahmen der Ausbildung war er festes Ensemblemitglied der Vorpommerschen Landesbühne Anklam und spielte dort u. a. den Küchenjungen in Peter Ensikats Fassung von „Dornröschen“, den Theobald Maske in Carl Sternheims „Die Hose“ und den Leonard in Stefan Vögels Komödie „Eine gute Partie“. Nach Abschluss des Studiums gastierte er u. a. am Theater der Altmark Stendal (2011), am Prinzregenttheater Bochum, am Prime Time Theater in Berlin-Wedding (beide 2012), ebenso ab 2012 regelmäßig am Westfälischen Landestheater (z. B. als Adson von Melk in „Der Name der Rose“) und am Stadttheater Fürth (2014).
2011 bis 2019 war Franz Lenski Ensemblemitglied des Berliner Jugendtheaters Theater Strahl, wo man ihn u. a. als Sultan Saladin in „Nathan“ oder in der mit dem Deutschen Jugendtheaterpreis 2016 nominierten Produktion „The Working Dead“ von Jörg Menke-Peitzmeyer in einer Hauptrolle sehen konnte. Er gastiert zudem regelmäßig seit 2013 am Boulevardtheater Dresden, wo er u. a. mit dem Schauspieler Philipp Richter „Die Tim Herzberger Show“ entwickelt und realisiert hat.
Darüber hinaus steht er seit 2007 immer wieder für verschiedene Musikvideos, Werbespots oder Kurzfilme vor der Kamera und für diverse Sprechertätigkeiten im Tonstudio.
Franz Lenski arbeitet außerdem mit Philipp Richter zusammen als DJ-Team San FränzDisco und Tim Herzberger. Unter dem Label DISKOFIEBER veranstalten sie Events und Partys.

## Theater (Auswahl)
- 2024: „Krabat-Saga 2024 - Im Anfang ist das Licht[2]“, Regie: Michael Kuhn, Johanna F. Krüger, Krabat-Mühle Schwarzkollm
- 2022: „Müritz-Saga 2022 - Des Teufels Schergen“, Regie: Nils Düwell, Freilichtbühne Waren (Müritz)
- 2021: „Die Unendlichen“, Regie: Daniel Dumont, Theater unterm Dach
- 2019/20: „Die Feuerzangenbowle“, Regie: Dominik Paetzholdt, Comödie Dresden
- 2019: „Das Wirtshaus im Spessart“, Regie: Christian Kühn, Comödie Dresden
- 2019: „König Ubu“, Regie: Jean Renshaw, Stadttheater Fürth
- 2016/17: „Die Hexe Baba Jaga – das große Finale“, Regie: Olaf Becker, Boulevardtheater Dresden
- 2015–17: "The Working Dead", Regie: Jörg Steinberg, Theater Strahl Berlin
- 2015–19: "Spaaaß!", Regie: Christian Giese & Ensemble, Theater Strahl Berlin
- 2014–19: "främmt", Regie: Günter Jankowiak, Theater Strahl Berlin
- 2014: "Die Lästigen", Regie: Jean Renshaw, Stadttheater Fürth
- 2012–18: "Nathan", Regie: Günter Jankowiak, Theater Strahl Berlin
- 2012–13: "Der Name der Rose", Regie: Reinhardt Friese, Westfälisches Landestheater
- 2012: "Anarchie in Bayern", Regie: Hans Hirschmüller, Theater unterm Turm
- 2012: "Gutes Wedding, schlechtes Wedding", Regie: Constanze Behrends, Prime Time Theater
- 2012: "Eine Enthandung in Spokane", Regie: Christoph Wehr, Prinz Regent Theater Bochum
- 2012: "Fegefeuer in Ingolstadt", Regie: Carola v. Seckendorff, Westfälisches Landestheater
- 2011–13: "Wie überlebe ich meinen ersten Kuss?", Regie: Betty Hensel, Theater Strahl Berlin
- 2011–12: "Der Menschenfeind", Regie: Andreas Janes, Theater der Altmark Stendal
- 2011: "Eine gute Partie", Regie: Wolfgang Bordel, Vorpommersche Landesbühne Anklam
- 2010: "Die Hose", Regie: Ulrich Müller-Hönow, Vorpommersche Landesbühne Anklam
- 2010: "Dornröschen", Regie: Birgit Lenz, Vorpommersche Landesbühne Anklam

## Sprechertätigkeiten (Auswahl)
- 2023: "Bestseller Boy", Synchronregie: Sabine Falkenberg (Cinephon Filmproduktions GmbH)
- 2018: "Uncovered - Ware Mensch. Das Geschäft mit Billigarbeitern"/ Voice-Over / Regie: Kosei Takasaki (pqpp2 GmbH, ProSieben)
- 2017: "Uncovered - Organisiertes Verbrechen"/ Voice-Over / Regie: Thomas Costello (pqpp2 GmbH, ProSieben)
- 2016: "Uncovered - Thilo Mischke. Fight for Nature"/ Voice-Over / Regie: Stephan Arapovic, Anja Buwert (partizipzwei - Mischke, Fischer GbR)